# Change (album de Barry White)
Pour les articles homonymes, voir Change.
Albums de Barry White
Beware!
(1981) Dedicated
(1983)
Change est le treizième album de Barry White, sorti en 1982. Sorti au début de la décennie à un moment où ses albums se vendent moins bien par rapport à ceux sortis dans sa période faste des années 1970, l'album, retour au funk, se vend mal au niveau national avec une 149e place du Billboard 200, mais obtient un certain succès avec une 19e place au classement Billboard des albums de R&B.
La chanson-titre, paru en single, passera souvent en radio et se classe à la 12e place du Hot R&B/Hip-Hop Songs.

## Titres
1. Change -	6:12
2. Turnin' On, Tunin' In (To Your Love) - 5:13
3. Let's Make Tonight (An Evening To Remember) - 5:09
4. Don't Tell Me About Heartaches - 	6:52
5. Passion - 6:58
6. I've Got That Love Fever - 5:11
7. I Like You, You Like Me -	5:30
8. It's All About Love - 4:20

## Classements
| Classement                        | Meilleure position |
| --------------------------------- | ------------------ |
| États-Unis (Billboard 200)        | 148                |
| États-Unis (Billboard R&B Albums) | 19                 |